# سیامبالاپیتیا
سیامبالاپیتیا (به لاتین: Siyambalapitiya) یک منطقهٔ مسکونی در سری‌لانکا است که در استان مرکزی (سری‌لانکا) واقع شده‌است.